# Marxismo

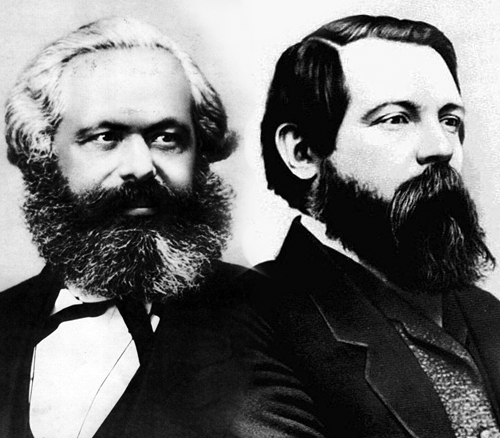
Karl Marx e Friedrich Engels

Il marxismo è la scuola di pensiero sociale, economica e politica basata sulle teorizzazioni di Karl Marx e Friedrich Engels, filosofi tedeschi del XIX secolo, oltre che economisti, sociologi, giornalisti e rivoluzionari socialisti. Nato nella seconda metà dell'Ottocento nel contesto europeo della seconda rivoluzione industriale e della questione operaia, ha ricevuto nel corso del tempo, specie nel Novecento, notevoli e svariate interpretazioni e derivazioni in forme anche molto distanti dalle formulazioni originarie ed in aperto contrasto tra loro.

## Dottrina sociale e politica

### Contesto storico-filosofico
Mosso dalla critica alla filosofia dialettica di Hegel, alla battaglia teorica contro i suoi epigoni della cosiddetta sinistra hegeliana (tra gli altri, Ludwig Feuerbach, Bruno Bauer, Arnold Ruge e Max Stirner), alla tradizione settecentesca del materialismo filosofico di matrice illuminista (tra gli altri, Voltaire, il Barone d'Holbach, Gotthold Ephraim Lessing, Claude-Adrien Helvétius e Denis Diderot), all'economia politica di scuola classica (facente capo principalmente al pensiero di David Ricardo, Adam Smith, Adam Ferguson e Jean Charles Léonard Simonde de Sismondi) e agli originali contributi apportati allo scienziato proto-informatico Charles Babbage nel campo dello sviluppo ed innovazione tecnologica e al conseguente tema della divisione del lavoro (passati alla storia come i due principi di Babbage), al cosiddetto socialismo utopico, francese e non (tra gli altri, Charles Fourier, Henri de Saint-Simon, Pierre-Joseph Proudhon, William Thompson, Robert Owen, Constantin Pecqueur e Friedrich Wilhelm Schulz), all'antropologia sociale di Lewis Henry Morgan e alle teorie evoluzionistiche di Charles Darwin, Marx sviluppò una critica rivoluzionaria della società moderna, raccolta, in particolare, nella sua opera fondamentale (benché rimasta incompiuta), ovvero Il Capitale.

### Movimento socialista
Il movimento socialista nasce e si sviluppa parallelamente alla seconda rivoluzione industriale (XIX secolo). Il socialismo è caratterizzato dalla messa in discussione del principio di proprietà, conseguentemente al rifiuto dell'individualismo liberale, ed è quindi portatore di un radicale mutamento della società; così il rapporto politico-sociale affermato dalla Rivoluzione francese viene a trovarsi ribaltato, nel senso che ora è il sociale l'area di discussione. L'obiettivo socialista risulta perciò essere il conseguimento della giustizia sociale: questo concetto richiama a sé tre principali elementi, la riflessione settecentesca, grazie a cui era stato elaborato il principio d'uguaglianza, il clima romantico, che ebbe un importante ruolo nella sua elaborazione, e le condizioni sociali della prima rivoluzione industriale, motivo decisivo ai fini dell'uscita della dottrina dall'astrattezza. Così questo termine, "giustizia sociale", viene a indicare la ricerca di un possibile equilibrio della proprietà, della fine dello sfruttamento e dell'egoismo individualista, di una morale di solidarietà tra gli uomini, ecc...
Il secolo liberale aveva creato la sua antitesi: mentre il liberalismo, spazzando via la società chiusa e rigida tipica del medioevo, era il regime della libertà politica e del potere economico della borghesia, il socialismo si rivolgeva alle classi sfruttate, proletariato e contadini, promettendo loro un mondo in cui fosse abolito il potere dell'uomo sull'uomo; in questo senso la radice delle ingiustizie sociali era identificata appunto nel capitalismo.
Molteplici sono le correnti d'impronta socialista che si articolarono col tempo: l'anarchismo (Michail A. Bakunin, Pëtr Alekseevič Kropotkin), i vari esponenti nazionali, inglese (Robert Owen), francese (Pierre-Joseph Proudhon, Louis Blanc, Louis-Auguste Blanqui), italiano (Leonida Bissolati, Carlo Cafiero, Andrea Costa, Anna Kuliscioff, Errico Malatesta, Filippo Turati), tedesco, il socialismo scientifico di Karl Marx e Friedrich Engels. Tutte queste teorie politiche e movimenti sono accomunati dai fondamentali elementi sopra descritti. Le correnti possono essere incanalate almeno in due grandi gruppi: il socialismo riformista e il socialismo rivoluzionario. Il primo gruppo si caratterizza per la ricerca di una progressiva espansione sostanziale dei diritti umani come mezzo per superare gradualmente il capitalismo, il secondo nega la possibilità di una trasformazione endogena del metodo di produzione capitalista, proclamando l'inevitabilità di una rivoluzione violenta per abbattere la società borghese.

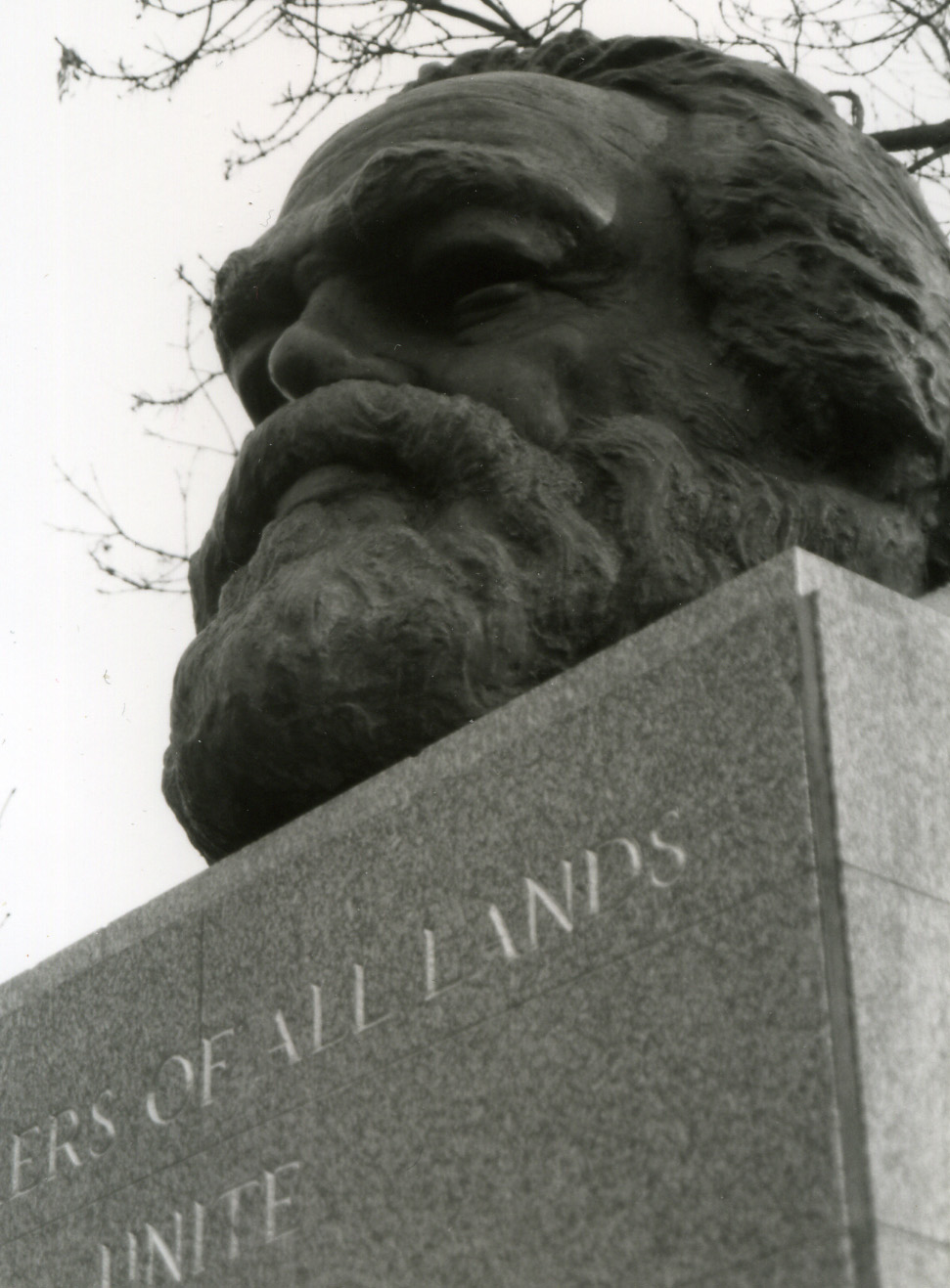
La tomba di Karl Marx a Highgate, il cui epitaffio recita l'undicesima tesi su Feuerbach: «I filosofi hanno soltanto interpretato in modi diversi il mondo; ma ora la questione è di cambiarlo»

### Socialismo scientifico o marxista
Il termine "comunismo" comparve attorno agli anni trenta del XIX secolo inizialmente come sinonimo di "socialismo", in seguito per indicare maggiore radicalità e lo specifico carattere collettivistico delle teorie proposte. Perse nuovamente significato specifico nella seconda metà dell'Ottocento, per essere poi ripreso, in particolare da Lenin, per distinguere il socialismo rivoluzionario da quello riformista. Venne e viene tuttora ugualmente usato per indicare altre componenti politiche rivoluzionarie radicate nel filone socialista e libertario, come l'anarco-comunismo. Oggi spesso si indicano con questo termine sia le teorie socialiste del filosofo tedesco Karl Marx, sia quelle da lui derivate, incentrate su un'analisi del capitalismo e sulla descrizione "scientifica" del suo superamento.
Marx nacque a Treviri, in Renania, il 5 maggio del 1818; tra i suoi testi fondamentali troviamo i Manoscritti economico-filosofici del 1844, La sacra famiglia (1845), le Tesi su Feuerbach (1845), L'ideologia tedesca (1845), Miseria della filosofia (1847), il Manifesto del Partito Comunista (1848), Lavoro salariato e capitale (1849), Il 18 brumaio di Luigi Bonaparte (1852), Grundrisse (1857-1858), Per la critica dell'economia politica (1859), l'incompiuto magnum opus de Il Capitale (1867), La guerra civile in Francia (1871) e la Critica del Programma di Gotha (1875). In tutte queste opere è fondamentale la collaborazione dell'amico e filosofo Friedrich Engels. Marx svolse inoltre un ruolo attivo nell'organizzazione del movimento operaio, partecipando alla Prima internazionale del 1864, scontrandosi in particolar modo con gli anarchici e proponendo una collaborazione internazionale del proletariato che portasse al superamento della nazionalità e del settarismo.

### Materialismo storico
Come tanti altri filosofi dell'Ottocento, Karl Marx si interessò di storiografia, delineando una personale concezione della storia che per la sua originalità prende il nome specifico di "materialismo storico". Esso è la scienza della storia che, ponendo fine a ogni tipo di filosofia finalista, ne ricerca le oggettive caratteristiche materiali. Vediamolo nel dettaglio.

#### Processo storico
Il filosofo tedesco incomincia con il considerare la produzione dei mezzi di sussistenza attività fondamentale dell'uomo, nonché prima azione storica specificamente umana. Sulla base di questa attività ne individua altre tre: la creazione e la soddisfazione di nuovi bisogni, la riproduzione (quindi la famiglia) e infine la cooperazione fra più individui. Sorge solo ora la coscienza: al contrario di tanti altri, Marx non delinea la coscienza come presupposto dell'uomo, seppur riconoscendole un ruolo fondamentale nella vita, ma come prodotto sociale che si sviluppa in relazione all'evoluzione dei mezzi di produzione e a tutto quello che esse comportano, in una parola alle forze produttive. La coscienza si manifesta quindi in diverse forme a seconda del processo storico. Ma solo con la successiva divisione tra lavoro manuale e mentale la coscienza può automatizzarsi dal mondo, dando luogo alle forme culturali conosciute. La totalità dell'essere sociale va dunque indagata dalla sfera produttiva.
Questa separazione fra coscienza e condizioni materiali dà luogo all'"ideologia", l'ideologia svolge un ruolo essenziale, siccome corrisponde all'esigenza delle classi dominanti in un dato periodo storico di presentarsi come classe universale, portatrice quindi di valori universali espressi appunto nell'ideologia. Essa è ogni forma di rappresentazione teorica inconsapevole della propria condizione storico-materiale; le idee sono quindi separate dalle proprie radici storiche e universalizzate. Il materialismo storico si presenta come fortemente anti-ideologico; tutta la dottrina socialista marxista è definita dal suo autore non ideologica, poiché vuole mantenere le proprie radici realistiche e storiche.

#### Dialettica storica
In chiave marxista la storia procede quindi a partire dalla sfera economica-sociale. Essa è mossa da un processo dialettico, noto come materialismo dialettico, da una contraddizione che genera un conflitto tra forze produttive e rapporti di produzione. Questi ultimi sono l'insieme dei rapporti in cui gli uomini entrano durante l'attività della produzione (rapporti sociali, di proprietà, giuridici, ...); l'insieme di questi rapporti costituisce la struttura, base reale sulla quale si eleva una sovrastruttura, ovvero tutte le altre espressioni umane, culturali, istituzionali.
Il conflitto tra questi elementi porta al superamento dei vari momenti storici e l'approdo a nuove civiltà, caratterizzate da altri metodi di produzione e da un'altra opposizione dialettica. Questa si manifesta nella lotta di classe tra classe sfruttante e classe sfruttata, altro elemento imprescindibile d'ogni epoca, che porta alle svolte epocali, come la rivoluzione francese, o la caduta dell'impero romano. La storia procede quindi dialetticamente.

#### La critica materialista alla religione
La religione è l'oppio dei popoli è una delle affermazioni più spesso parafrasate del filosofo e critico dell'economia politica Karl Marx. È stata tradotta dall'originale tedesco, Die Religion ist das Opium des Volkes, letteralmente, La religione è l'oppio del popolo.
La citazione, tratta dall'introduzione de Per la critica della filosofia del diritto di Hegel, nella sua versione integrale − e meno conosciuta − si presenta così: « La religione è il sospiro della creatura oppressa, il sentimento di un mondo senza cuore, così come è la condizione di una condizione senza spirito. È l'oppio del popolo ».

## Dottrina economica

### Analisi del capitalismo
Con il testo Il capitale Marx concentra la propria ricerca sull'economia politica, interessandosi al capitalismo e ai suoi meccanismi e, di come esso sia un sistema di sfruttamento.

### Merce e lavoro

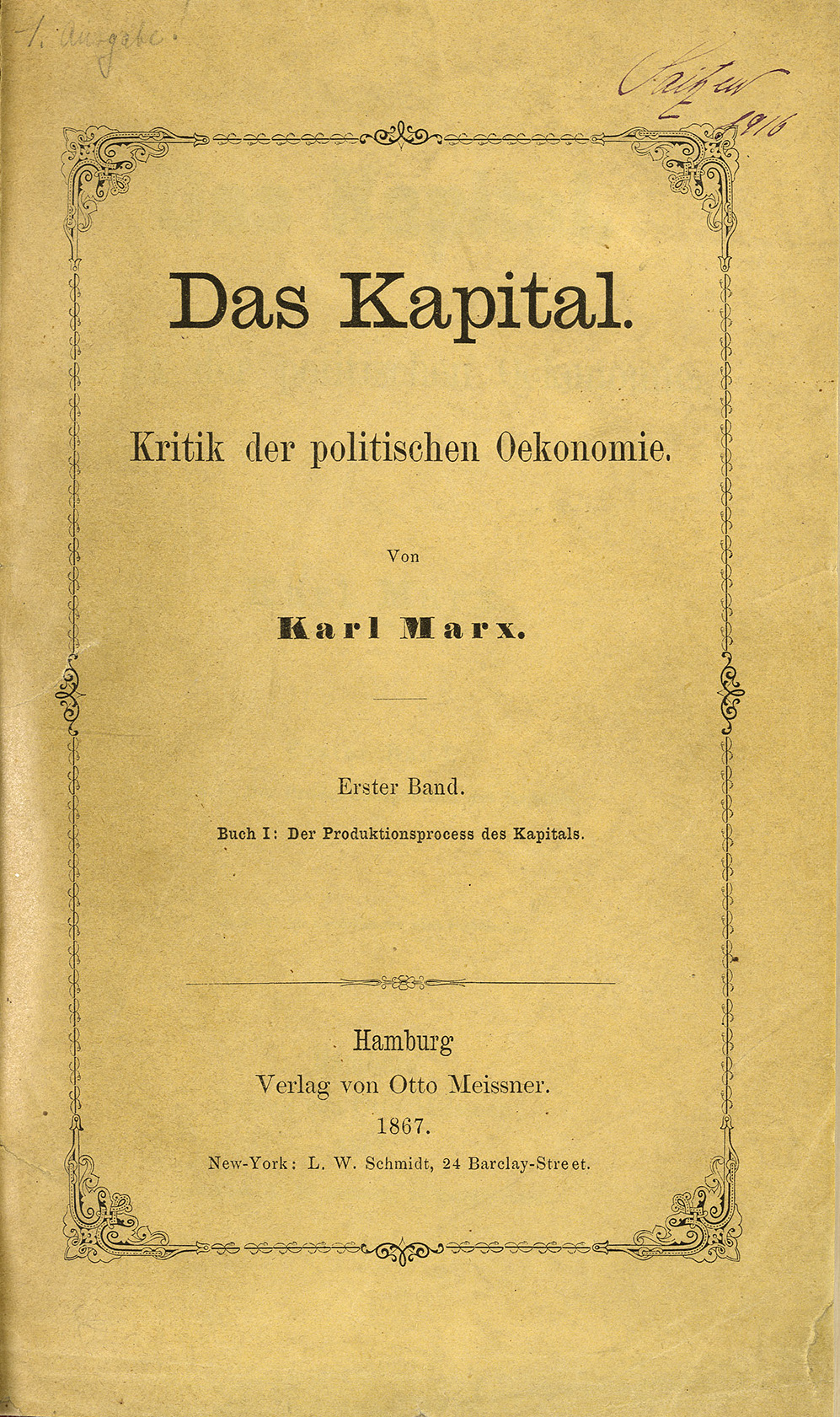
Il Capitale di Marx, edizione originale del 1867

Posta sotto analisi la merce si rivela dotata di un duplice valore: d'uso e di scambio. La merce ha infatti contemporaneamente un'esistenza naturale, in quanto mezzo di soddisfazione di un bisogno, e un'esistenza sociale, perché è scambiata sul mercato. Il valore d'uso è determinato dalle caratteristiche qualitative della merce o dall'utilità che assume in determinate società, e si realizza nel consumo; al contrario il valore di scambio prescinde dalle caratteristiche qualitative e si rapporta ad altri valori di scambio in modo proporzionale. Per fare un esempio un vestito si può scambiare con un paio di stivali. Lo scambio presuppone dunque un'astrazione dalle caratteristiche fisiche della merce e dalla sua utilità. Il denaro (l'oro) è la merce universale in cui tutte le merci si rispecchiano.
Il valore di scambio è fondamentale nell'analisi del capitalismo, poiché dipende dal lavoro sociale in esso oggettivato, che risulta anch'esso sdoppiato come la merce: il lavoro si presenta infatti come azione concreta, ma dal punto di vista del valore di scambio quel che conta è il lavoro astratto, ovvero il tempo di lavoro astrattamente e mediamente necessario a produrre la merce. In tal modo il lavoro astratto è spogliato d'ogni caratteristica qualitativa e s'identifica unicamente come tempo di lavoro. Il valore della merce è dato dalla quantità di lavoro medio sociale necessaria per produrla.
Visto da questa prospettiva lo stesso processo di produzione si sdoppia, in quanto è insieme processo di lavorazione per produrre merci, e processo di valorizzazione attraverso cui il capitale si accresce. È questa duplicità una caratteristica insita della società capitalista, quindi non è universale. La borghesia unifica come una cosa sola questi due processi dichiarandone la loro universalità, mentre "il capitale non è una cosa, ma un rapporto sociale fra persone mediato da cose". Ciò significa che il capitale presuppone e crea una situazione in cui il nesso sociale fra gli individui si realizza attraverso il mercato e in cui i mezzi di produzione sono di proprietà di una singola classe, mentre la classe antagonista è in possesso solamente della propria forza lavoro.
Nel capitalismo il rapporto tra lavorazione e valorizzazione è di subordinazione della prima alla seconda e la funzione del lavoro concreto è di valorizzare il capitale, cioè "lavoro cristallizzato": "Non è l'operaio che utilizza i mezzi di produzione, ma sono i mezzi di produzione che utilizzano l'operaio". Nel capitalismo domina l'alienazione, il feticismo delle merci che appaiono alla coscienza come cose di per sé valorizzate. Ma alla coscienza sono nascosti i processi e i rapporti sociali della valorizzazione (cioè, lo sfruttamento della forza-lavoro). Avviene perciò una personificazione della cosa e una reificazione della persona.

### Valorizzazione del capitale
Nei sistemi tradizionali il processo di scambio avviene secondo la successione {\displaystyle M\rightarrow D\rightarrow M} dove {\displaystyle M} è la merce e {\displaystyle D} è il denaro, si ha che la merce prodotta è venduta per ottenerne altra tramite il denaro.
Nel moderno sistema la successione diventa {\displaystyle D_{1}\rightarrow M\rightarrow D_{2}} con {\displaystyle D_{1}<D_{2}} cioè si opera al fine di ottenere più denaro di quanto si possedesse in partenza.
In aggiunta nel primo caso c'è una differenza qualitativa tra i due estremi, connessa dal comune valore di denaro, mentre nel secondo la differenza è quantitativa. Questa differenza ({\displaystyle D_{2}-D_{1}}) costituisce il plusvalore. Il plusvalore non si realizza aumentando il prezzo della merce, perché il singolo guadagno sarebbe annullato da perdite altrui, e ciò non giustificherebbe il generale aumento di capitale (accumulazione).
L'origine di tale plusvalore va quindi cercata nell'ambito della produzione, più precisamente nell'acquisto della forza lavoro dell'operaio: {\displaystyle D_{1}\rightarrow M_{1}...P...M_{2}\rightarrow D_{2}} dove si hanno le già citate {\displaystyle D_{1}<D_{2}} per il denaro e {\displaystyle M_{1}<M_{2}} per la merce, inoltre nella successione sopracitata compare la forza lavoro {\displaystyle P}.
La forza lavoro essendo una merce, è anch'essa caratterizzata da un valore di scambio (pari al valore dei mezzi di sussistenza minimi necessari a riprodurla), e da uno d'uso; quest'ultimo, nell'operaio, è diverso dal normale valore d'uso delle altre merci, poiché la forza lavoro, una volta consumata, è in grado di produrre una quantità di lavoro, e quindi di valore, superiore a quello normale, valore misurato in tempo di lavoro. Praticamente questo significa che, poste determinate condizioni, l'operaio può ridurre il tempo di produzione lavorando più velocemente, cioè se per esempio la giornata lavorativa è di dieci ore e l'operaio impiega sei ore a riprodurre il valore dei mezzi di sussistenza, il capitalista estrae un plusvalore pari a quattro ore di pluslavoro. È questa la radice dello sfruttamento insito nel capitalismo.
Se il capitalista considerasse ogni singolo operaio in base alla sua naturale velocità di produzione e non come una macchina regolata unicamente dall'orario di lavoro, egli si troverebbe a subire una riduzione del plusvalore, e quindi non sarebbe logicamente motivato a farlo. Dallo sfruttamento, infatti, il capitalista ricava l'interesse, ovvero quel denaro in più in cui consiste propriamente il capitale in suo possesso.

### Aumento del profitto
Grazie al concetto di plusvalore Marx può reinterpretare gli elementi del sistema economico. Si concentra in particolare sul profitto e sugli investimenti. Il profitto deriva dall'estrazione di plusvalore, ossia dal capitale investito che può essere di due tipi:
- il capitale costante {\displaystyle C} per l'acquisto dei mezzi di produzione;
- il capitale variabile {\displaystyle V} (in quanto è in grado di valorizzarsi) usato per assicurarsi la forza lavoro.

Il rapporto di questi due elementi è definito da Marx composizione organica del capitale. Usando la notazione {\displaystyle P_{v}} per il plusvalore secondo Marx si ha che {\displaystyle V\rightarrow P_{v}} cioè il plusvalore proviene dal valore (o capitale variabile) e non dal capitale costante.
Secondo la caduta tendenziale del saggio di profitto il cosiddetto saggio di sfruttamento (o saggio del plusvalore) {\displaystyle S_{P_{v}}} sarà dato dal rapporto {\displaystyle S_{P_{v}}={\frac {P_{v}}{V}}} che rappresenta la misura dello sfruttamento della forza lavoro. Il profitto non è dunque remunerazione del capitale totale, bensì proviene dallo sfruttamento della sua parte variabile.
Il saggio di profitto {\displaystyle S_{p}} sarà dato dal rapporto {\displaystyle S_{p}={\frac {P_{v}}{(C+V)}}}
L'interesse primario del capitalismo è aumentare quest'ultimo saggio e questo può avvenire in due modi:
- un semplice aumento della giornata lavorativa (plusvalore assoluto), che però non corrisponde alla realtà dinamica del capitale, poiché soluzione limitata e contrastata dalle lotte operaie;
- una riduzione del tempo di lavoro necessario, ovverosia un aumento della produttività (plusvalore relativo). Quest'aumento è raggiunto progressivamente con miglioramenti organizzativi, scientifici, tecnici, ecc.

In particolare il capitale ha sottomesso la scienza e la tecnica ai suoi bisogni, così non è più la macchina che media il lavoro dell'uomo, ma è l'operaio che media il lavoro della macchine. È questo fenomeno, già affrontato, dell'alienazione.

### Contraddizioni del capitalismo
A parere di Marx il sistema capitalista è minato da alcune fondamentali contraddizioni che ne determineranno la caduta; la più importante è la legge della caduta tendenziale del saggio medio di profitto, che Marx riprende da Adam Smith. Aumentare la produttività significa fare investimenti tecnologici sempre più massicci, il che porta a una crescita del valore del capitale costante, ma poiché solo il capitale variabile produce profitto, il saggio tenderà a diminuire. Vi sono comunque alcuni fattori antagonisti alla legge che la tramutano in semplice tendenza, come l'intensificazione dello sfruttamento, la diminuzione dei salari, il tutto reso possibile principalmente grazie all'esistenza di una massa di proletari disoccupati in concorrenza con gli occupati, il che permette salari portati al livello minimo di sopravvivenza.
Rimane il fatto che questa legge tendenziale è da Marx considerata come una necessità logica connessa allo stesso carattere di accumulazione del capitale. Ugualmente connesse a questo sono le crisi cicliche dovute alla saturazione del mercato, che portano a una concentrazione di capitali in sempre meno imprese; queste, apparentemente superate, si ripropongono continuamente e sempre più violentemente. Marx riconosce al capitalismo la straordinaria funzione storica che ha avuto nell'espandere enormemente le forze produttive e universalizzare i rapporti economici e sociali; tuttavia identifica in esso un contrasto tra la funzione sociale del capitale e il potere privato del capitalista sulle condizioni sociali della produzione. Da questa prospettiva il capitalismo è un punto di transizione verso la società comunista.

### Crisi cicliche
La sovraccumulazione o superaccumulazione è un concetto dell'economia marxista che definisce la situazione nella quale gli investitori, al non avere l'aspettativa di ottenere un saggio di profitto che considerano sufficiente, optano per lasciare di reinvestire il suo capitale e plusvalore, accumulandolo senza fini produttivi. Quando la sovraccumulazione si converte nella condizione generale del mercato, può produrre crisi o accentuare le già esistenti, costituendo una delle cause delle crisi cicliche del capitalismo.
Karl Marx parla di sovrapproduzione come inevitabile conseguenza del capitalismo. Intensificando al massimo la produzione per l'ottenimento del massimo profitto, si favorisce l'insorgere di crisi di sovrapproduzione. Per uscirne la società capitalistica deve distruggere parte della produzione e delle forze produttive, distruggere ricchezza e provocare miseria per produrre nuova ricchezza.

### Destino del capitalismo
L'epoca capitalistica è caratterizzata dal fatto che il bisogno illimitato di plusvalore sorge dal carattere stesso della produzione, così, anche se la ricerca di profitto è stata presente in ogni fase storica, quella contemporanea costituisce una realtà economica e sociale qualitativamente diversa. Essa ha potuto avere inizio grazie a una serie di condizioni che hanno determinato un'accumulazione originaria di capitale. Marx contesta la tesi borghese che fa risalire quest'accumulazione al semplice risparmio, sostenendo appunto che da solo il denaro non costituisce un capitale.
Sono le condizioni economiche, sociali, politiche, culturali che hanno condotto alla dissoluzione del sistema feudale: la separazione dei lavoratori dai mezzi di produzione e quindi la loro necessità di vendere la forza-lavoro, l'eguaglianza giuridica che permette la libera disponibilità di tale forza. Tutti questi presupposti si sono realizzati nel moderno Stato liberale borghese, frutto prima della rivoluzione inglese e poi della rivoluzione francese, e da allora il capitale ha incominciato a valorizzarsi penetrando sempre più all'interno della società. La proprietà privata dei mezzi di produzione si traduce in quest'ottica in un'incessante appropriazione privata della ricchezza sociale.

### Società comunista
Coerentemente con la sua visione non meccanicistica della realtà e la sua volontà di non formulare un'ideologia che preveda il futuro, il filosofo tedesco non teorizza esplicitamente le caratteristiche della futura società comunista, ma dà soltanto indicazioni sulla fase di transizione verso essa e la delinea come ipotesi. Egli sostiene: «il comunismo è non uno stato di cose che deve essere instaurato, ma un movimento reale che abolisce lo stato di cose presente». Marx, tuttavia, evoca un principio deterministico nel ritenere che il capitalismo, comunque, è destinato a crollare e il comunismo a imporsi e a trionfare.
Innanzitutto Marx definisce l'importanza della rivoluzione del proletariato: se il capitalismo cadesse solo perché contraddittorio la storia si risolverebbe in un processo meccanicista. Invece il proletariato deve prendere coscienza della sua forza e, attraverso una rivoluzione violenta, deve abbattere il sistema corrente. Con la caduta della borghesia, andranno a estinguersi tutte le sue espressioni, quindi lo Stato, la cultura e la morale borghese, e le religioni. Ma prima della nuova società ci sarà un periodo di passaggio durante il quale la classe rivoluzionaria si sostituirà semplicemente a quella capitalista, edificando la dittatura del proletariato, ancora caratterizzata dal dualismo di classe.
Durante questo periodo andranno smantellati tutti i residui del precedente sistema, e infine, con la collettivizzazione dei mezzi di produzione e l'abolizione della proprietà privata, si avrà il comunismo autentico, e spariranno allora feticismo e alienazione, gli individui non saranno più asserviti a un lavoro diviso e potranno realizzare uno "sviluppo omnilaterale", accrescendo insieme le forze produttive sociali. Allora ci sarà il ritorno dell'uomo alla sua realtà sociale.
Una concezione simile della proprietà privata, come male da superare per tornare allo stato di natura, si trova nel Trattato sulla diseguaglianza di Rousseau del 1755.
Per riassumere:
- fase 1: capitalismo: feticismo, alienazione, dittatura del capitale della minoranza, crisi, povertà, terrore;
- fase 2: rivoluzione proletaria: violenta caduta dello Stato, della cultura e della morale borghesi e delle religioni;
- fase 3: dittatura del proletariato: smantellamento dei residui del precedente sistema e scambio della dittatura borghese della minoranza con la dittatura proletaria della maggioranza, instaurando un'economia pianificata;
- fase 4: socialismo/comunismo: abolizione della proprietà privata dei mezzi di produzione, abolizione delle classi sociali e eliminazione dello Stato come apparato di violenza nelle mani della classe superiore e scomparsa della moneta, in primo luogo sostituita da buoni lavoro e poi completamente eliminata.

## Rapporto tra marxismo e anarchismo
Sia secondo Bakunin e Proudhon che secondo Marx, bisogna superare il capitalismo ed abolire lo Stato in quanto sistemi gerarchici, ma secondo Marx bisogna passare prima attraverso una fase di transizione socialista chiamata “dittatura del proletariato”. Nonostante le somiglianze e l'unità tra le due fazioni, nell'Ottocento, tra queste vi erano continui scontri filosofici. Quando Proudhon pubblicò un volume intitolato Filosofia della Miseria, Marx rispose con il pamphlet Miseria della filosofia. Lo scontro tra anarchici e marxisti divampò all'interno dell'Associazione Internazionale dei Lavoratori (Prima Internazionale). Tra il 1871 e il 1872 Marx ed Engels riuscirono definitivamente a mettere gli anarchici in minoranza e a farli espellere dall'Internazionale.
Il più importante teorico anarchico del primo periodo è sicuramente il russo Michail Bakunin, che espose la sua dottrina per lo più in Stato e anarchia. Per Bakunin libertà e eguaglianza erano due obiettivi inscindibili. Lo Stato, con la sua divisione tra governati e governanti, tra chi possiede la cultura e chi esegue il lavoro fisico, era in sé stesso un apparato repressivo e doveva essere dissolto senza il passaggio per una fase intermedia.
Bakunin individuò i possibili equivoci alla nozione di Marx di dittatura del proletariato. Secondo Bakunin il marxismo era l'ideologia di quella che chiamava "élite della classe dominata", un'élite rivoluzionaria avviata a diventare classe dominante a sua volta. La conquista del potere da parte dei marxisti, secondo Bakunin, avrebbe portato non alla libertà ma a una dittatura tecnocratica.
Il modello proposto da Bakunin era quello di una libera federazione di comuni, regioni e nazioni in cui i mezzi di produzione, collettivizzati, sarebbero stati direttamente nelle mani del popolo tramite un sistema di autogestione.
Engels risponde alle accuse in "Critica del Programma di Gotha Lettera ad August Bebel", spiegando perché non si possa abolire subito lo Stato e come sia necessario servirsene per sconfiggere il nemico e solo poi, raggiungere la libertà completa. 
Il marxismo dunque, sin dalle origini, critica l'anarchismo per la sua mancanza di comprensione della necessità di una dittatura del proletariato come fase transitoria verso una società anarchica (che per i marxisti prende una forma comunista) e per la sua sottovalutazione delle difficoltà e dei problemi che devono essere affrontati per costruire una società senza classi (e che non scada nel caos, in un'anarchia dunque nell'accezione greca).
Idee simili a quelle di Bakunin furono sviluppate da Pëtr Kropotkin, suo connazionale, scienziato oltre che filosofo. Criticando il darwinismo sociale che fungeva da giustificazione alla competizione capitalistica e all'imperialismo, nel suo saggio Mutual Aid (1902) Kropotkin si propone di dimostrare come tra le specie animali prevalgano la cooperazione e l'armonia. Proprio cooperazione ed armonia, senza necessità di una stratificazione gerarchica, dovrebbero essere i principi dell'organizzazione sociale umana. Kropotkin prende ad esempio le poleis greche, i comuni medievali ed altre esperienze storiche come esempi di società autogestite. L'etica non dovrebbe essere imposta dalle leggi dello Stato ma scaturire spontaneamente dalla comunità. Come Bakunin, Kropotkin si augura la scomparsa dello Stato e l'instaurazione di un comunismo federalista, autogestito e decentrato. Il comunismo anarchico esacerberà il distacco da quello di matrice marxista-leninista nel XIX secolo, con contrapposizioni violente anche durante la rivoluzione sovietica.
Il modello proposto da Bakunin era quello di una libera federazione di comuni, regioni e nazioni in cui i mezzi di produzione, collettivizzati, sarebbero stati direttamente nelle mani del popolo tramite un sistema di autogestione.
Come visto, in origine anarchismo e marxismo erano molto vicini, ma l'anarchismo si distaccò dal marxismo successivamente al socialismo reale (realizzato), in quanto esso era troppo lontano dai loro valori libertari. La repulsione nei confronti del socialismo reale, accusato di gravi mistificazioni del marxismo, e proposizione di un comunismo libertario in cui la democrazia raggiunga i massimi livelli, sono condivise anche dai marxisti consiliaristi, luxemburghisti e comunisti di sinistra, i quali solitamente si definiscono autenticamente marxisti, accusando di antimarxismo quelle che loro considerano derive autoritarie.

## Critiche al marxismo
Il marxismo fu criticato e negativamente giudicato da molti economisti e filosofi contemporanei di Marx e da molti altri che sono vissuti successivamente. Tra i principali critici del marxismo figurano pensatori fascisti, liberali, socialdemocratici, anarchici e tra questi William Stanley Jevons, Carl Menger, Léon Walras, Gaetano Salvemini, Camillo Berneri, Giovanni Gentile, Hans Kelsen, John Maynard Keynes, Karl Popper, Robert Conquest oltre a quel gruppo di filosofi, economisti e sociologi affini alla dottrina sociale della chiesa non marxisti.

### Teorici marxisti o che si sono ispirati alla filosofia di Marx
- Louis Althusser
- Walter Benjamin
- Daniel Bensaïd
- Bertolt Brecht
- Cornelius Castoriadis
- Guy Debord
- Stalin
- Enver Hoxha
- Friedrich Engels
- Herman Gorter
- Antonio Gramsci
- Henryk Grossmann
- David Harvey
- Mansoor Hekmat
- Michel Henry
- Aleksandra Kollontaj
- Karl Korsch
- Paul Lafargue
- Henri Lefebvre
- Lenin
- György Lukács
- Rosa Luxemburg
- Mao Zedong
- Herbert Marcuse
- Paul Mattick
- Ernest Mandel
- Anton Pannekoek
- Georgij Plechanov
- Isaak Rubin
- Maximilien Rubel
- Alfred Schmidt
- Georges Sorel
- Trần Đức Thảo
- Lev Trockij
- Mark Fisher

### Associazioni internazionali di ispirazione marxista
- Prima Internazionale (Associazione Internazionale dei Lavoratori)
- Seconda Internazionale
- Terza Internazionale (Comintern)
- Quarta Internazionale

### Opere artistiche influenzate dal marxismo
- Ricordi di un operaio comunista